# Rehabhund
Rehabhund är ett obestämt begrepp som används om olika slags hundar inom vård och omsorg. Det kan till exempel vara en assistanshund vars förare oftast är en funktionsnedsatt person eller en terapihund som tillsammans med en förare ger stöd till människor inom vård, skola och omsorg.